# 2001: Космическая одиссея (роман)
«2001: Космическая одиссея» (англ. 2001: A Space Odyssey) — научно-фантастический роман Артура Кларка, написанный в 1968 году на основе сценария одноимённого фильма, над которым писатель работал вместе со Стэнли Кубриком, и выпущенный после выхода фильма.
Сюжет большей частью основан на рассказе Кларка «Часовой» (The Sentinel), написанном в 1948 году для конкурса Би-би-си и впервые напечатанном весной 1951 года в журнале «10 фантастических рассказов». Первая часть романа, «В первобытной мгле», где Монолит обучает питекантропов, основана на рассказе «Встреча на заре истории» (Encounter in the Dawn, 1953).
На русском языке роман впервые был опубликован в 1970 году в журнале «Молодая гвардия» (№ 8—10) в переводе Якова Берлина с сокращениями (отсутствовала целиком первая часть и последние три главы, из 47 глав было переведено всего 37). Позже в тот же год роман были издан отдельной книгой издательством «Мир», где была добавлена первая часть из 6 глав. В таком виде русский перевод переиздавался до 1991 года, когда издательство «Мир» выпустило перевод Берлина с недостающими главами в переводе Норы Галь.
Книга является первой частью цикла романов, в который входят также «2010: Одиссея Два» (1982), «2061: Одиссея Три» (1987) и «3001: Последняя одиссея» (1997).

## Сюжет
События романа начинаются в доисторической Африке, когда там обитали далёкие предки человека, питекантропы. Однажды племя питекантропов с вожаком по имени Смотрящий на Луну натыкается на странный камень — первый монолит. Этот монолит с помощью визуальных символов и прямого воздействия на мозг обучает питекантропов использованию простейших орудий труда, что позволяет племени Смотрящего легче добывать пищу, защищаться от хищников и прогонять конкурирующие племена. После этого монолит исчезает, а питекантропы, вооружённые новыми знаниями, уверенно ступают на путь к человеку разумному.
В 1999 году на Луне находят «чёрный монолит» — объект, созданный инопланетным разумом. В связи с его свойствами (сильное электромагнитное поле) объект получает название Лунная Магнитная Аномалия, или ЛМА. После того, как объект оказывается под солнечными лучами (раньше он был зарыт на глубину 10 м в лунный грунт), он посылает мощный сигнал в космос. Землянам удаётся примерно проследить, куда направлен сигнал. Выясняется, что сигнал направлен в сторону Япета, одного из спутников Сатурна. В это самое время, на окололунной орбите, в течение последних полутора лет велась интенсивная подготовка к старту межпланетного корабля «Дискавери 1», который должен был, в рамках программы «Проект Юпитер» осуществить первый полёт к Юпитеру и исследовать как саму планету, так и её спутники. Руководство НАСА принимает решение об отмене этого полёта и отправке «Дискавери» на Япет.
В экспедиции участвуют пятеро астронавтов. Основной экипаж — Дэвид Боумен (командир) и Фрэнк Пул (второй пилот), а также трое исследователей (Камински, Уайтхед и Хантер), находящихся в состоянии анабиоза или гипотермического сна (причём о цели экспедиции знают как раз они, а астронавты основного экипажа остаются в неведении). Знает о цели и ещё один член экипажа — разумный компьютер ЭАЛ, которому запрещено что-либо сообщать экипажу об истинной цели экспедиции до прибытия.
Внезапно, когда до цели остаются ещё недели, ЭАЛ, у которого цель экспедиции вошла в противоречие с приказами экипажа, поднимает бунт и убивает всех, кроме Боумена, которому удаётся победить компьютер и частично отключить его, оставив активными только функции, отвечающие за управление кораблём. Остаток пути Боумен проводит в одиночестве, а впереди его ждал ещё один чёрный монолит, являющийся увеличенной копией лунного. Монолит на Япете оказался звёздными вратами, которые перенесли Боумена в его одноместной реактивной капсуле в неизвестную систему двойной звезды. Капсулу переносит в обыденно выглядящую комнату — довольно точную копию обычного номера земного отеля. Боумен ложится спать, а когда просыпается — оказывается лишённым материальной оболочки, став бессмертной сущностью с огромными по человеческим меркам возможностями. Немного освоившись, он отправляется к Земле, взрывая на её орбите ядерную боеголовку. Заканчивается роман теми же словами, что и история Смотрящего на Луну — Боумен ещё не знает, что делать с подвластным ему миром, «но он что-нибудь придумает».

Обложка первого издания романа на русском языке — в составе сборника произведений Артура Кларка, изданного в СССР в 1970 году

## Прогнозы на 2001 год

### Подтвердившиеся
- Функционирующие поныне компании (сеть отелей «Хилтон»).
- Планшет с возможностью чтения электронных газет.
- Увеличение адресации телефонных номеров.
- К 2001 году компьютер смог победить человека в шахматы.
- Карманные персональные компьютеры.
- Бомбардировка кометы (в романе астероида) зондом (металлической болванкой) для изучения химического состава.
- В романе астероид с номером 7794 был открыт в 1997 году. На самом деле астероид (7794) Sanvito был открыт 15 января 1996 года (хотя впервые он был найден, а затем потерян в 1980 году в Крымской обсерватории)[4]. Как и в романе, этот астероид принадлежит Главному поясу астероидов.
- Исследования атмосферы Юпитера с помощью спускаемого аппарата.
- На момент написания романа было известно о существовании 11 спутников Юпитера. Кларк предполагал наличие ещё большего количества спутников, о чём написал в романе. Однако он немного ошибся. В 2001 году (именно в это время происходит действие романа) было известно о существовании 28 спутников, в то время как Кларк указал в романе 36 спутников. (На 2022 год известны 79 спутников Юпитера.)
- Вертикальная посадка первой ступени ракеты обратно на Землю для повторных запусков после проверки и дозаправки. Идея реализована 22 декабря 2015 года на ракете «Falcon 9».

### Неподтвердившиеся к 2001 году
- Достижения человека в космосе:
  - По крайней мере две колонии людей на Луне.
  - Исследование людьми дальнего космоса (за пределами орбиты Марса).
  - Коммерческие рейсы в космосе (первые коммерческие полёты частных компаний выше стратосферы начались чуть позже).
  - Исследование Юпитера многочисленными автоматическими станциями.
  - Космические станции на орбите не достигли таких размеров и численности персонала, как это представлено в романе.
  - Термоядерные или ядерные двигатели для ракет не были созданы.
- Искусственная сила тяжести на космических кораблях, обеспечиваемая вращением корабля вокруг своей оси.
- Искусственный интеллект, способный осмысленно общаться с людьми на естественном языке.
- Существование сверхдержавы СССР.
- Технологии, позволяющие вводить человека в состояние анабиоза (гипотермические камеры).